# Ahmed Ramzy
Ahmed Megahid Ramzy (ar. أحمد رمزي, ur. 25 lipca 1965 w Kairze) – piłkarz egipski grający na pozycji bocznego obrońcy lub pomocnika.

## Kariera klubowa
Przez całą karierę piłkarską Ramzy związany był z klubem Zamalek Kair. W 1985 roku zadebiutował w jego barwach w pierwszej lidze egipskiej i z czasem stał się jego podstawowym zawodnikiem. W 1988 roku wywalczył swoje pierwsze mistrzostwo Egiptu oraz zdobył Puchar Egiptu w piłce nożnej i wygrał Puchar Afro Azjatycki. W swojej karierze jeszcze dwukrotnie zostawał mistrzem kraju w latach 1992 i 1993. W 1994 roku po raz pierwszy raz wygrał Ligę Mistrzów (0:0, 0:0 k. 7:6 w finałowych meczach z Asante Kotoko). Rok później zdobył Superpuchar Afryki. W 1996 roku znów wygrał Ligę Mistrzów (1:2, 2:1 k. 5:4 z Shooting Stars FC). Karierę piłkarską zakończył w 1996 roku w wieku 31 lat.

## Kariera reprezentacyjna
W reprezentacji Egiptu Ramzy zadebiutował w 1986 roku. W tym samym roku wygrał z Egiptem Puchar Narodów Afryki 1986. W 1990 roku został powołany przez selekcjonera Mahmouda El-Gohary'ego do kadry na Mistrzostwa Świata we Włoszech. Tam był podstawowym zawodnikiem Egiptu i rozegrał 2 spotkania grupowe: z Holandią (1:1) i z Anglią (0:1). W swojej karierze grał także w Pucharze Narodów Afryki 1992. Od 1987 do 1993 roku rozegrał w kadrze narodowej 54 spotkania i zdobył 11 goli.